# 聖地牙哥牧場 (加利福尼亞州)
聖地牙哥牧場（英語：Rancho San Diego）是位於美國加利福尼亞州聖地牙哥縣的一個人口普查指定地區。

## 地理
聖地牙哥牧場的座標為32°45′58″N 116°55′17″W / 32.76611°N 116.92139°W，而該地最高點為海拔高度110米（即361英尺）。

## 人口
根據2010年美國人口普查的數據，聖地牙哥牧場的面積為22.536平方千米，均為陸地。當地共有人口21208人，而人口密度為每平方千米941人。